# Merenhor
Merenhor var farao i Egyptens åttonde dynasti under första mellantiden som endast är känd från Abydoslistan.